# الخدرة
الخدرة هي إحدى قرى الجمهورية اليمنية. وهي تتبع جغرافيًا لمحافظة عمران. وإداريًا لمديرية جبل عيال يزيد. يبلغ تعداد سكانها 3714 نسمة حسب الإحصاء الذي جرى عام 2004.